# Miejska Górka (gmina)
Miejska Górka est une gmina mixte du powiat de Rawicz, Grande-Pologne, dans le centre-ouest de la Pologne. Son siège est la ville de Miejska Górka, qui se situe environ 9 km au nord-est de Rawicz et 83 km au sud de la capitale régionale Poznań.
La gmina couvre une superficie de 103,62 km2 pour une population de 7 139 habitants en 2014.

## Géographie

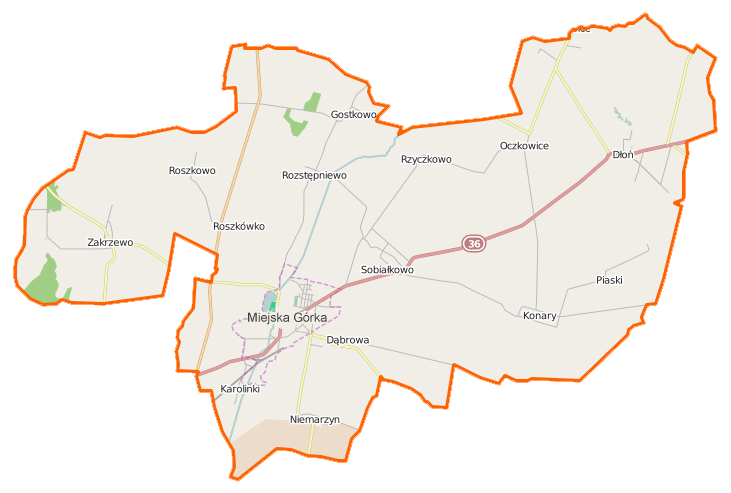
Plan de la gmina.

Outre la ville de Miejska Górka, la gmina inclut les villages de:
- Dąbrowa
- Dłoń
- Gostkowo
- Karolinki
- Kołaczkowice
- Konary
- Niemarzyn
- Oczkowice
- Piaski
- Roszkowo
- Roszkówko
- Rozstępniewo
- Rzyczkowo
- Sobiałkowo
- Topólka
- Woszczkowo
- Zakrzewo
- Zalesie
- Zmysłowo

### Gminy voisines
La gmina de Miejska Górka est bordée des gminy de :
- Bojanowo
- Jutrosin
- Krobia
- Pakosław
- Pępowo
- Poniec
- Rawicz

## Structure du terrain
D'après les données de 2002 la superficie de la commune de Miejska Górka est de 103,62 km2, répartis comme tel :
- terres agricoles : 88 %
- forêts : 3,5 %

La commune représente 18,73 % de la superficie du powiat.

## Démographie
Données du 30 juin 2004 :
| Description        | Total  | Total | Femmes | Femmes | Hommes | Hommes |
| ------------------ | ------ | ----- | ------ | ------ | ------ | ------ |
| Unité              | Nombre | %     | Nombre | %      | Nombre | %      |
| population         | 9 276  | 100   | 4 655  | 50,2   | 4 621  | 49,8   |
| Densité (hab./km²) | 89,5   | 89,5  | 44,9   | 44,9   | 44,6   | 44,6   |